# 5-Hydroxymethylcytidin
5-Hydroxymethylcytidin (hm5C) ist ein seltenes Nukleosid und kommt in der rRNA vor. Es besteht aus der β-D-Ribofuranose (Zucker) und dem 5-Hydroxymethylcytosin. Es ist ein Derivat des Cytidins, welches in 5-Position eine Hydroxymethylgruppe trägt.

## Vorkommen und Biochemie
In den 2000er Jahren wurde nachgewiesen, dass die DNA von Säugetieren oxidierte Formen von 5-Methylcytosin (5mC) enthält. Die Base 5-Hydroxymethylcytosin (5hmC) ist das häufigste dieser Oxidationsprodukte und wird als sechste DNA-Base bezeichnet. 5hmC wird aus 5mC über einen enzymatischen Weg hergestellt, an dem drei 5mC-Oxidasen beteiligt sind: Ten-eleven translocation (TET)1, TET2 und TET3. Die biologische Rolle von 5hmC ist noch unklar.